# اندیس دهنو
دهنو یک اندیس فلزی است که در حوالی شهر بزار استان کرمان قرار دارد و مادهٔ معدنی موجود در آن، طلا است.سنگ میزبان این اندیس آبرفت است و دیرینگی آن به دوران کواترنری می‌رسد.